# Yakuza (serie)
Like a Dragon (龍が如く?, Ryū ga Gotoku), precedentemente nota come Yakuza, è una serie di videogiochi action-adventure con elementi picchiaduro pubblicati da SEGA per console e PC.

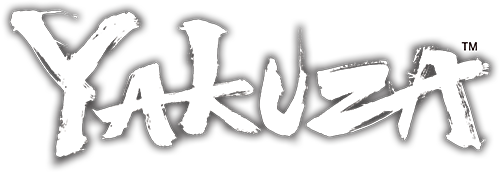
Logo della serie Yakuza

Ogni episodio della serie ha tipicamente trame ispirate ai film della yakuza e ai drammi polizieschi giapponesi. Il protagonista più frequentemente rappresentato è Kazuma Kiryu del clan Tojo. Mentre Kiryu si ritrova spesso a lavorare con i leader del clan per contrastare le cospirazioni rivolte contro di loro, il tema principale è il suo desiderio di lasciare definitivamente la yakuza e ricominciare da capo integrandosi nella vita civile.
Il gameplay di Yakuza / Like a Dragon prevede che il giocatore controlli Kiryu (o un altro personaggio, a seconda del titolo) in un mondo aperto dove può combattere gruppi casuali di punk e gangster, intraprendere missioni secondarie e attività per guadagnare esperienza e denaro, imparare nuove mosse dai personaggi non giocanti (NPC), mangiare e bere in vari ristoranti, visitare club, creare oggetti e partecipare a una varietà di minigiochi come golf, bowling, sale giochi, karaoke e giochi d'azzardo tra cui poker, blackjack, Cee-lo e Koi-Koi.La serie è nota per la sua alternanza fra la sua drammatica trama principale e le sue umoristiche attività secondarie.
La serie è ideata da Toshihiro Nagoshi. Negli anni 2010 Nagoshi ha lasciato SEGA e lo sviluppo della serie è continuato presso RGG Studio. In seguito alla pubblicazione di Yakuza: Like a Dragon nel 2020, SEGA ha confermato che i nuovi giochi della serie verranno distribuiti con il titolo Like a Dragon, abbandonando il marchio Yakuza introdotto nel 2006.La serie è diventata un successo critico e commerciale, e fini al 2023, Sega ha annunciato che la serie di videogiochi ha venduto un totale di 21.3 milioni di unità fra vendite fisiche e digitali sin dal suo debutto nel 2005. Forti vendite dei giochi nel mercato giapponese hanno portato la serie ad espandersi in altri media, come l'adattamento televisivo uscito su Amazon Prime Video il 24 Ottobre.

## Videogiochi

### Capitoli principali
| Anno | Titolo occidentale             | Titolo giapponese tradotto                       | Piattaforme                                                      |
| ---- | ------------------------------ | ------------------------------------------------ | ---------------------------------------------------------------- |
| 2005 | Yakuza                         | Like a Dragon                                    | PlayStation 2, PlayStation 3, Wii U                              |
| 2006 | Yakuza 2                       | Like a Dragon 2                                  | PlayStation 2, PlayStation 3, Wii U                              |
| 2009 | Yakuza 3                       | Like a Dragon 3                                  | PlayStation 3, PlayStation 4, Xbox One, Windows                  |
| 2010 | Yakuza 4                       | Like a Dragon 4: Il successore della leggenda    | PlayStation 3, PlayStation 4, Xbox One, Windows                  |
| 2012 | Yakuza 5                       | Like a Dragon 5: Realizzatore di sogni           | PlayStation 3, PlayStation 4, Xbox One, Windows                  |
| 2015 | Yakuza 0                       | Like a Dragon 0: Il luogo del giuramento         | PlayStation 4, Xbox One, Windows, Nintendo Switch 2              |
| 2016 | Yakuza 6: The Song of Life     | Like a Dragon 6: La poesia della vita            | PlayStation 4, Xbox One, Windows                                 |
| 2020 | Yakuza: Like a Dragon          | Like a Dragon 7: Nei dintorni di luce e oscurità | PlayStation 4, PlayStation 5, Xbox One, Xbox Series X/S, Windows |
| 2024 | Like a Dragon: Infinite Wealth | Like a Dragon 8                                  | PlayStation 4, PlayStation 5, Xbox One, Xbox Series X/S, Windows |

### Spin off
| Anno | Titolo                                            | Piattaforma/e                                                    |
| ---- | ------------------------------------------------- | ---------------------------------------------------------------- |
| 2008 | Ryū ga Gotoku Kenzan!                             | PlayStation 3                                                    |
| 2010 | Kurohyō: Ryū ga Gotoku Shinshō                    | PlayStation Portable                                             |
| 2011 | Yakuza: Dead Souls                                | PlayStation 3                                                    |
| 2012 | Kurohyō 2: Ryū ga Gotoku Ashura-hen               | PlayStation Portable                                             |
| 2014 | Ryū ga Gotoku Ishin!                              | PlayStation 3, PlayStation 4                                     |
| 2018 | Ryu Ga Gotoku Online                              | Android, iOS, Windows                                            |
| 2018 | Judgment                                          | PlayStation 4, PlayStation 5, Xbox Series X/S, Stadia, Windows   |
| 2020 | Streets Of Kamurocho                              | Windows                                                          |
| 2021 | Lost Judgment                                     | PlayStation 4, PlayStation 5, Xbox One, Xbox Series X/S, Windows |
| 2023 | Like a Dragon Gaiden: The Man Who Erased His Name | PlayStation 4, PlayStation 5, Xbox One, Xbox Series X/S, Windows |
| 2025 | Like a Dragon: Pirate Yakuza in Hawaii            | PlayStation 4, PlayStation 5, Xbox One, Xbox Series X/S, Windows |

### Remake
| Anno | Titolo                | Piattaforma/e                                                        |
| ---- | --------------------- | -------------------------------------------------------------------- |
| 2016 | Yakuza Kiwami         | PlayStation 4, Xbox One, Windows, Nintendo Switch, Nintendo Switch 2 |
| 2017 | Yakuza Kiwami 2       | PlayStation 4, Xbox One, Windows, Nintendo Switch 2                  |
| 2023 | Like a Dragon: Ishin! | PlayStation 4, PlayStation 5, Xbox One, Xbox Series X/S, Windows     |

### Remastered
| Anno | Titolo                           | Piattaforma/e                    |
| ---- | -------------------------------- | -------------------------------- |
| 2011 | Ryū ga Gotoku 1&2 HD Edition     | PlayStation 3, Wii U             |
| 2020 | The Yakuza Remastered Collection | PlayStation 4, Xbox One, Windows |

## Modalità di gioco
Fino a Yakuza 6 il giocatore impersona Kazuma, che è peraltro l'unico personaggio giocabile dei primi tre videogiochi. I giochi sono realizzati in tre diversi modi: Eventi, Avventura e Combattimenti. Il personaggio principale incontra casualmente gli avversari durante i tragitti. Durante le battaglie, oltre ai pugni e ai calci, il giocatore potrà utilizzare armi, o equipaggiate in precedenza o trovate sul campo di battaglia. Vincere queste battaglie permette al giocatore di acquisire denaro, utile per acquistare equipaggiamenti o medicinali. Attraverso i vari combattimenti, si ottiene anche l'esperienza e quanto più si accumula più si può migliorare il proprio personaggio. Il giocatore può inoltre liberamente attraversare la mappa e la città, partecipare ad attività ricreative come cantare al karaoke, bere, mangiare, andare in hostess club, giocare d'azzardo o partecipare a tornei con altri combattenti. Tutte queste attività permettono al giocare di aumentare il proprio bagaglio d'esperienza.

## Accoglienza
Il gioco originale fu molto acclamato in Giappone per aver saputo combinare un gameplay innovativo insieme ad una storia da film, ispirata alla malavita nipponica. Famitsū ha sempre premiato con voti alti la serie: Yakuza prese 37/40, Yakuza 2 38/40, Yakuza 3 38/40, Yakuza 4 38/40 e Yakuza 5 venne elogiato con il voto migliore, 40/40, ancora adesso l'unico gioco della serie ad essere riuscito a ottenere il massimo.

### Vendite
La serie Yakuza ha ottenuto negli anni un grande successo di critica e di pubblico: SEGA riporta che, stando al 2016, tutti i capitoli della serie avevano venduto oltre nove milioni di copie in tutto il mondo. Al 2021, la serie nel suo insieme aveva venduto oltre 17 milioni di copie in tutto il mondo.